# Condado de St. Francis
O Condado de St. Francis é um dos 75 condados do estado americano do Arkansas. Sua sede de condado é Forrest City.
O condado possui uma área de 1 664 km² (dos quais 22 km² estão cobertos por água), uma população de 29 329 habitantes, e uma densidade populacional de 46 hab/km² (segundo o censo nacional de 2000).
O condado foi fundado em 13 de outubro de 1827.